# Conrad Peter Laar

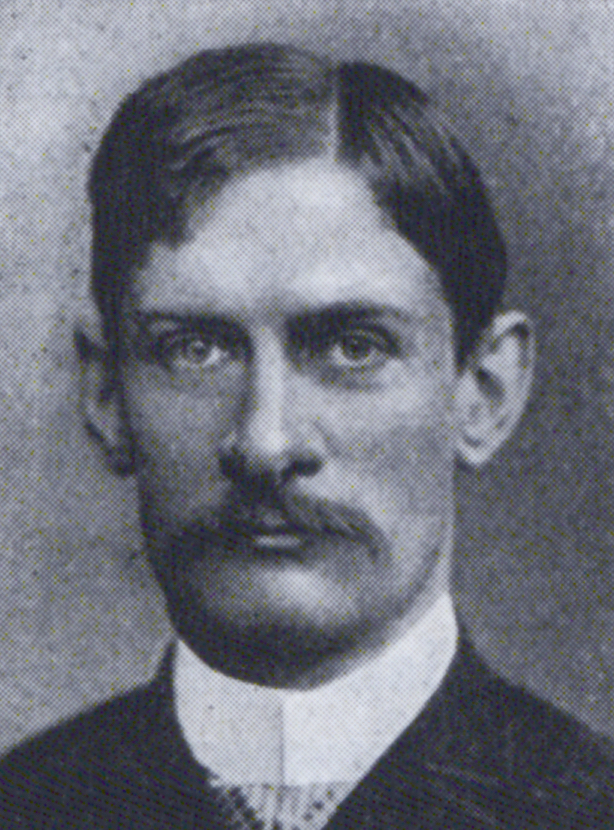
Conrad Peter Laar

Conrad Peter Laar (* 22. März 1853 in Hamburg; † 11. Februar 1929 in Bonn) war ein deutscher Chemiker. Er führte 1885 den Begriff der Tautomerie ein. 

## Leben
Er studierte von 1872 bis 1879 Chemie am Polytechnikum Hannover und an der Universität Leipzig. Im Jahre 1879 wurde er promoviert. Von 1880 bis 1884 war er als Assistent, u. a. bei Kekulé, in Bonn tätig, bevor er sich von 1884 bis 1888 an der TH Hannover habilitierte. Von 1895 bis 1899 war er Assistent am Pharmakologischen Institut der Universität Bonn, von 1902 bis 1910 arbeitete er dort als Privatdozent für Chemie, besonders in Anwendung auf Photographie. Laar war von 1910 bis 1921 Titularprofessor, danach bis 1923 außerordentlicher Professor, bevor er in diesem Jahr eine ordentliche Professur für Photochemie erhielt.

## Werke
- Beiträge zur Kenntnis der Sulfanilinsäure. Leipzig : Metzger & Wittig, 1879